# Moja niania jest wampirem (serial telewizyjny)
Moja niania jest wampirem (ang. My Babysitter’s a Vampire, 2011–2012) – kanadyjski serial komediowy, spin-off bazujący na filmie pod tym samym tytułem. Wyprodukowany przez FremantleMedia, Teletoon i Fresh TV. Premiera serialu odbyła się we Francji 28 lutego 2011 na kanale Télétoon. Dwa tygodnie później serial pojawił się 14 marca na kanale Teletoon. W USA nadawany od 27 czerwca 2011 roku na kanale Disney Channel, a w Polsce od 15 października 2011 roku na antenie Disney Channel oraz Disney XD. Serial został stworzony przez Fresh TV (twórców m.in. 6 w pracy oraz Totalnej Porażki).

## Fabuła

### Seria pierwsza
Sarah, Ethan, Benny, Rory i Erica to przyjaciele. Ethan chce pomóc Sarze, która jest wampirem i robi wszystko co może by dziewczyna znów była normalna. Niestety nie wszystko wychodzi po jego myśli. Różne demony które mieszkają w Whitechappel nie chcą by Sarah została normalna. Pozostaje im tylko czekać na plan, który powiedzie się na pewno.

### Seria druga
Sarah powraca dzięki Jessemu, który wpuścił jad do krwi Ethana. By go uratować, napiła się ludzkiej krwi i została wampirem, ratując go. Ethan pracuje nad odtrutką, lecz Sarah zaczyna się przyzwyczajać. Whitechappel jest jeszcze gorsze niż przedtem. Pomoże im tylko wiara w siebie.

## Obsada
- Matthew Knight jako Ethan Morgan,
- Vanessa Morgan jako Sarah,
- Atticus Mitchell jako Benny Weir,
- Cameron Kennedy jako Rory,
- Kate Todd jako Erica.

## Wersja polska
Wersja polska: na zlecenie Disney Character Voices International – SDI Media Polska

Reżyseria: Artur Tyszkiewicz

Dialogi:
- Piotr Radziwiłowicz (odc. 1-2, 6, 8, 11-13),
- Olga Świerk (odc. 3-5, 9-10),
- Krzysztof Pieszak (odc. 14-26)

Montaż: Magdalena Waliszewska (odc. 3, 6)

Wystąpili:
- Wojtek Rotowski – Ethan Morgan
- Piotr Deszkiewicz – Benny Weir
- Agnieszka Mrozińska-Jaszczuk – Sarah
- Krzysztof Królak – Rory (odc. 1-13)
- Miłosz Konkel – Rory (odc. 14-26)
- Barbara Kałużna – Erica (odc. 1-2, 10)
- Milena Suszyńska – Erica (odc. 3-9, 13-26)
- Izabela Dąbrowska – Samantha Morgan
- Robert Jarociński – Ross Morgan
- Mirosława Krajewska – Babcia Benny’ego (odc. 1-2, 5, 7, 12-13, 15-16)
- Elżbieta Gaertner – Babcia Benny’ego (odc. 20-22, 26)
- Martyna Sommer – Jane Morgan
- Andrzej Blumenfeld – dyrektor
- Kamila Boruta –
  - Stephanie (odc. 2),
  - Hannah (odc. 5)
- Julia Kołakowska – pielęgniarka Annie (odc. 3)
- Anna Wodzyńska –
  - starsza pielęgniarka (odc. 3),
  - Heather (odc. 17),
  - pani Turner (odc. 19),
  - gwary (odc. 18-20, 22)
- Brygida Turowska – Debbie Dazzle (odc. 4)
- Leszek Zduń –
  - trener (odc. 5-6),
  - wampir
- Józef Pawłowski –
  - David Stachowski (odc. 9),
  - Kevin (odc. 24),
  - gwary
- Grzegorz Kwiecień –
  - Doug Falconhawk (odc. 10),
  - prezenter pogody (odc. 15),
  - reporter (odc. 17),
  - Steiner (odc. 23)
- Michał Podsiadło –
  - Jesse (odc. 13),
  - Malcolm Bruner (odc. 16)
- Janusz Wituch –
  - wicedyrektor Stern (odc. 14, 20, 23, 25-26),
  - pan G (odc. 15, 22, 24)
- Przemysław Stippa – Dirk Baddison (odc. 14)
- Joanna Pach-Żbikowska –
  - Anastasia (odc. 14, 23, 25-26),
  - Kate (odc. 17),
  - mama Rory’ego (odc. 22),
  - gwary (odc. 18-20, 22)
- Olga Omeljaniec – Lucia (odc. 15)
- Robert Kuraś –
  - Richard Bruner (odc. 16),
  - Tad (odc. 17)
- Hanna Kinder-Kiss – pani Oppenheimer (odc. 17)
- Katarzyna Tatarak – pani LOL (odc. 18)
- Marta Kurzak – Sunday Clovers (odc. 18)
- Mirosław Wieprzewski –
  - pan G (odc. 19),
  - dyrektor Hicks (odc. 21),
  - Jogy (odc. 23)
- Karol Wróblewski –
  - pan G (odc. 20),
  - gwary (odc. 18-20, 22)
- Paweł Ciołkosz – Pączuś (odc. 20)
- Artur Kaczmarski – Cyberdonta (odc. 21)
- Lidia Sadowa – Serena (odc. 22)
- Paweł Krucz –
  - Jesse (odc. 25-26),
  - gwary (odc. 21, 24-26)
- Ilona Kuśmierska – pani Green
- Oliwia Angerstein –
  - gimnastyczka,
  - gwary (odc. 21, 24-26)
- Krzysztof Cybiński –
  - Maitre’d Vampire,
  - gwary (odc. 21, 24-26)
- Dominika Sell –
  - dzieci,
  - gwary (odc. 21, 24-26)
- Michał Chyży – uczniowie (odc. 18-20, 22)
- Wojciech Chyży – uczniowie (odc. 18-20, 22)
- Tomasz Jarosz – gwary (odc. 18-20, 22)
- Kamil Pruban – gwary (odc. 18-20, 22)
- Bartosz Martyna
- Bożena Furczyk
- Daniel Salman

i inni
Lektor:
- Artur Kaczmarski (odc. 1-13, 21, 24-26)
- Andrzej Leszczyński (odc. 14-26)

## Odcinki
| Seria | Odcinki | Premiera serii  | Finał serii         | Premiera serii       | Finał serii      |
| ----- | ------- | --------------- | ------------------- | -------------------- | ---------------- |
| 1     | 13      | 27 czerwca 2011 | 19 lipca 2011       | 15 października 2011 | 21 stycznia 2012 |
| 2     | 13      | 29 czerwca 2012 | 5 października 2012 | 6 października 2012  | 23 grudnia 2012  |

### Seria 1: 2011
| 1 | Lawn of the Dead        | Trawnik umarłych    | Bruce McDonald | Tim Burns                        | 27 czerwca 2011 | 15 października 2011 | 101 |
| Benny chce zaimponować dziewczynie o imieniu Della. Kiedy dowiaduje się, że jej pies zdechł, postanawia ją zdobyć wskrzeszając go z powrotem do życia. Kradnie eliksir babci i wszystko zaczyna się sypać. Nie tylko wskrzeszony pies stał się zły, ale też Benny wylał za dużo napoju na ziemię, powodując jej rozprzestrzenianie i uwolnienie innych zwierząt z grobu. Babcia Benny tłumaczy im, że dusze tych zwierząt zostały już przeniesione, dlatego stały się one demonami. Zwierzęta terroryzują Whitechapel, powodując chaos. Kiedy ojciec Ethana urządza uroczystą kolację, demony dostają się do ich domu i Sara, Benny i Ethan muszą zabić je wszystkie zanim rodzice Ethana je zobaczą. |                         |                     |                |                                  |                 |                      |     |
| 2 | Three Cheers for Evil   | Diabelska drużyna   | Bruce McDonald | Alice Prodanou                   | 28 czerwca 2011 | 15 października 2011 | 102 |
| Erica chce zostać czirliderką. Sara boi się, że Erica będzie chciała się na nich odegrać za to, że były kiedyś dla niej wredne. Po namowie Benniego i Ethana Sara zostaje czirliderką. Chłopaki postanawiają również do nich dołączyć, bo czują, że jest coś nie tak. Dzięki zaklęciu Benniego dostają się do zespołu. Rory zakochuje się w Beti (Benny). Chłopaki odkrywają, że układ to jest zaklęcie i Stephanie jest wiedźmą. Tuż przed pokazem rzuca ona zaklęcie na Sare i Erice. Benny i Ethan próbują przeszkodzić w zaklęciu. Udaje im się to a Stephanie staje się stara i zaczyna prace w stołówce. |                         |                     |                |                                  |                 |                      |     |
| 3 | Blood Drive             | Krwawa droga        | Paul Fox       | Ken Cuperus                      | 29 czerwca 2011 | 5 listopada 2011     | 105 |
| 4 | Guys and Dolls          | Goście i lalki      | Paul Fox       | Ken Cuperus                      | 30 czerwca 2011 | 26 listopada 2011    | 107 |
| Jane psuje się lalka, bierze więc księgę zaklęć i ożywia ją. Gdy Debby (lalka) dowiaduje się, że chcą ją z powrotem przemienić, buntuje się. Po dotknięciu Debby Ethan ma wizje, że żeby pozostać człowiekiem wchłania ona życiową energię. Postanawiają zamknąć ją w pokoju Ethana, nie wychodzi im to bo przylatuje Rori i pomaga jej się wydostać. Zanim jednak wychodzi wysysa energię z rodziców Ethana których zamienia w lalki. Następnego dnia chłopacy znajdują ją w szkole wraz z Rorim, który nie zgadza się na zabranie jej. Debby się psuje i wraca do Jane w domu przemienia ona ją z powrotem w lalkę i wszyscy powracają do życia. |                         |                     |                |                                  |                 |                      |     |
| 5 | Double Negative         | Podwójny negatyw    | Tibor Takacs   | Mike Kiss                        | 5 lipca 2011    | 3 grudnia 2011       | 108 |
| Przyszedł czas na zdjęcia. Hannah proponuje album retro i zrobienie zdjęć starym aparatem który kupiła od Benniego. Po zrobieniu zdjęcia zauważa coś dziwnego, na początku nie wie, co to jest. Ethan zaczyna coś podejrzewać i próbuje się dowiedzieć, o co chodzi. Benny będąc zły na Hannah również robi sobie zdjęcie. Ethanowi udaje się odkryć o co chodzi wraz z Sarą i Bennym próbują zlikwidować złe negatywy i powstrzymać powstanie albumu. Ratują szkołę niszcząc wszystkie negatywy. |                         |                     |                |                                  |                 |                      |     |
| 6 | Friday Night Frights    | Lęki piątkowej nocy | Bruce McDonald | Ben Joseph                       | 6 lipca 2011    | 22 października 2011 | 103 |
| Kiedy Ethan dotyka jedynego pucharu szkolnego, wywołuje ducha trenera Eda, który zmusza go do wzięcia udziału w zapasach z Kurt’em „Oprawcą” Lockner. Tymczasem Sarah chce się dowiedzieć, czy Erica nie ugryzła Kurt’a, ale Benny zaczyna podejrzewać, że Sarah spotyka się z Kurt’em. Ethan załatwia Kurt’a w zapasach, jednak Eddy nie bierze tego na poważnie, ponieważ Ethan załatwił Kurt’a łaskotkami. Mimo wszystkiego, dusze wszystkich poniżanych przez Eddy’ego zwracają się przeciwko niemu i go na zawsze unicestwiają. Sarah i Ethan umawiają się na film wieczorem. |                         |                     |                |                                  |                 |                      |     |
| 7 | Smells Like Trouble     | Pachnie jak kłopoty | Tibor Takacs   | Grant Suave                      | 7 lipca 2011    | 10 grudnia 2011      | 109 |
| Kiedy Ethan ma problem próbując zaprosić Sarę na randkę, Benny robi napój miłosny, który wpływa zarówno na Ericę i Sarahę. Erica i Sara nagle zakochują się w Bennym i Etanie Jednak, kiedy Benny przypadkowo upuszcza eliksir, który trafia do przewodów wentylacyjnych, zapach roznosi się po całej szkole, wpływając na każdą dziewczynę. Benny i Ethan stają się bardzo popularni, jako że wszystkie dziewczyny w szkole się w nich zakochują. Babcia Benny dowiaduje się o napoju miłosnym i wyjaśnia, że z powodu stanu natury, wszystkie dziewczyny, które ich teraz kochają, później będą ich nienawidzić. Jak na jej słowa, dziewczyny przyjeżdżają do domu Ethana, by ich zabić. Ethan i Benny zamykają się w wielkiej klatce, którą wcześniej zamówił Ethan. Spędzają noc w klatce, czekając aż eliksir. Rano, Sarah i Erica są bardzo wściekłe na Ethana i Benny’ego i otrzymują karę. |                         |                     |                |                                  |                 |                      |     |
| 8 | Die Pod                 | Korzenie gniewu     | Tibor Takacs   | Scott Oleszkowicz                | 11 lipca 2011   | 17 grudnia 2011      | 110 |
| 9 | Blue Moon               | Niebieski Księżyc   | Paul Fox       | Simon Racioppa & Richard Elliott | 12 lipca 2011   | 29 października 2011 | 104 |
| Ethan i Benny mają nowego przyjaciela Davida Stachowskiego. Chłopakom wydaje się on dziwny i podejrzewają, że jest on wilkołakiem. Zachowuje się i wygląda on dziwnie wyje i jest strasznie owłosiony. Erica zakochuje się w nim, a on stara się jej unikać. Chłopacy próbując go zdemaskować rzucają zaklęcie, które się odbija i trafia w Ethana. Potem Davin wpada na niego raniąc go. Podczas próby wstania dotyka go i ma wizje ż poszukuje on jakiegoś niebieskiego eliksiru. Ethan zaczyna się źle czuć. Sara znajduje eliksir i dale go Ethanowi, po tym jak zamienia się w wilkołaka, a David okazuje się psem. |                         |                     |                |                                  |                 |                      |     |
| 10 | Doug the Vampire Hunter | Doug łowca wampirów | Paul Fox       | Mike Kiss                        | 11 lipca 2011   | 19 listopada 2011    | 106 |
| Do domu Ethana dzwoni łowca strachów. Ethan jest tym zachwycony, ale z drugiej strony przerażony, gdyż on poluje na wampiry i inne strachy. Obawia się on, że może się coś stać Sarze, Erice i Roriemu. Ethan stara się dawać Roriemu różne zajęcia, aby mógł on trzymać się z dala od łowcy. Gdy Doug (łowca) odkrywa, że Sara jest wampirem, Ethan natychmiast musi coś wymyślić. Postanawiają przebrać się za postacie ze zmroku i wkręcić Douga. Udaje im się to a on niestety zostaje zwolniony. |                         |                     |                |                                  |                 |                      |     |
| 11 | The Brewed              | Mózgowiec           | Tibor Takacs   | Tim Burns & Graham Seater        | 14 lipca 2011   | 31 grudnia 2011      | 111 |
| Ethan i Benny mają mały problem z nauczycielami, którzy chcą ich mózgu. Żałują teraz że chcieli poradzić sobie sami bez pomocy Sary. Sara zamiast lekcji pojechała na wycieczkę do muzeum. Dziewczyna próbuje się z nimi zmierzyć, udaje się jej. W szkole Benny i Ethan próbują wziąć trochę kawy, żeby zrobić antidotum. Podczas tego Benny zostaje podrapany przez zombie i sam się nim staje. Sara włącza klimatyzacje, która sprawia, że wszyscy powracają do normalności. |                         |                     |                |                                  |                 |                      |     |
| 12 | Three Geeks and a Demon | Trzy świry i demon  | Brian Roberts  | Jennifer Pertsch                 | 18 lipca 2011   | 21 stycznia 2012     | 112 |
| Ethan, Benny i Rory znajdują w piwnicy starą grę planszową w którą zaczęli grać. Gdy Rory grał sam, przez nieuwagę uwolnił złego demona, który opętał Sarę. Ethan i Benny za pomocą dmuchawy do liści pozbyli się demona z Sary. |                         |                     |                |                                  |                 |                      |     |
| 13 | ReVamped                | Powrót wampira      | Brian Roberts  | Alice Prodanou                   | 19 lipca 2011   | 28 stycznia 2012     | 113 |
| Jesse budzi się z martwych i chce, aby Sara została z nim na zawsze, ale ona odmawia. Ethan i Benny przygotowują się, by ponownie zniszczyć Jessego. Podczas szkolnego balu, uzbrojeni, próbują odeprzeć Jessego, ale Jesse gryzie Ethana i ucieka. Sarah ma wybór: pozwolić Etanowi stać się wampirem, pozostając pisklakiem lub uratować go i stać się pełnym wampirem. Sara jednak ratuje Ethana wysysając jad z jego krwi. Po powrocie do domu, babcia Benny’ego informuje rannego, że jest jeszcze w pełni człowiekiem. Ethan jednak czuje się strasznie, że Sarah nigdy nie stanie się już człowiekiem. |                         |                     |                |                                  |                 |                      |     |

### Seria 2: 2012
| 14 | Welcome Back Dusker       | Witam z powrotem Zmrok        | Tibor Takacs | Tim Burns                                                                            | 29 czerwca 2012                                          | 6 października 2012                                 | 201     |
| Ethan, chcąc odnaleźć Sarę, rozpuszcza plotkę, że do WhiteChapel ma przyjechać Dirk Baddison, aktor ze „Zmroku”. Niespodziewanie, w domu Ethana pojawia się Sarah. Jednak, mówi, że się przyzwyczaiła do bycia wampirem. Następnego dnia, w szkole pojawia się Dirk Baddison. Erica porywa ze szkoły Dirk’a, i ujawnia mu, że jest wampirem. Tymczasem Ethan jest podejrzewany o zabijanie wampirów. Wampiry go atakują, w tym samym czasie, kolejne wampiry są zabijane przez tajemniczą, zieloną mgłę. Sarah chce ratować przyjaciela i stawia się przed Radą Wampirów. Erica i Dirk zostają parą. Idą ratować Sarę. Tymczasem Ethan, Benny i Rory dowiadują się, że zieloną mgłą jest Oddech Śmierci – zaklęcie, które przemienia gniew w mgłę, która morduje wybrany cel. Sarah jest w niebezpieczeństwie. Gdy Ethan, Benny, Rory, Erica i Dirk stawiają się przed Radą, mgła opętuje Ethana i zmusza go do zabicia Sary. Benny wydobywa z Ethana mgłę. Pod koniec odcinka, Sarah opiekuje się Jane i razem z Ethanem rozmawia o nowym, potężnym wrogu. |                           |                               |              |                                                                                      |                                                          |                                                     |         |
| 15 | Say You’ll Be Maztak      | Powiedz że będziesz maztakiem | Kelly Harms  | Jeff Biederman                                                                       | 6 lipca 2012                                             | 13 października 2012                                | 202     |
| Pan G., nauczyciel Ethana, Benny’ego i Rory’ego, wykopuje magiczną czaszkę. Z czaszki wychodzi Lucia, piękna kobieta, która zastępuje Pana G. na lekcjach. Chłopcy ze szkoły zakochują się w pannie Lucii. Sarah i Erica dowiadują się, że Lucia chce zniszczyć Ziemię poprzez Pana Światła, który może podgrzać cały świat. Jednak, Lucia musi złożyc ofiarę na ołtarzu. Ofiarą miał być Rory, ale gdy Lucia dowiaduje się, że ten jest wampirem, wybiera Ethana. Dziewczyny walczą z chłopakami, a z Benny’ego i Rory’ego zdejmują urok, poprzez kamienie Księżycowe. Lucia tłucze czaszkę, gdy Ethan dokłada do jej czoła kamień Księżycowy. Lucia znika. Dziewczyny mają szlaban, za stłuczenie czaszki. |                           |                               |              |                                                                                      |                                                          |                                                     |         |
| 16 | Fanged and Furious        | Wściekły i uziębiony          | Tibor Takacs | Ethan Banville                                                                       | 20 lipca 2012                                            | 20 października 2012                                | 203     |
| Ethan chce kupić samochód, Benny doradza mu by kupił stare, czerwone auto. Ethan zwleka, lecz kupuje pojazd. Po pewnym czasie samochód zaczyna dziwnie się zachowywać. Potem cała prawda wychodzi na jaw a auto jest wampirem, bez paliwa tylko z krwią. Sarah, Ethan, Benny, Erica oraz Rory muszą stoczyć walkę z samochodem-wampirem. |                           |                               |              |                                                                                      |                                                          |                                                     |         |
| 17 | Flushed                   | Wpuszczony w kanał            | Tibor Takacs | Jennifer Pertsch                                                                     | 26 lipca 2012                                            | 27 października 2012                                | 204     |
| W WhiteChapel giną nastolatki. Okazuje się, że to dwa zmutowane aligatory terroryzują miasteczko. Rory łapie aligatory. Ale Ericę atakuje trzeci aligator. Erica niszczy aligatora. Chłopcy chodzą w rzeczach zrobionych z aligatora, dopóki Sarah się nie pyta, co zrobią z aligatorem, który jest zamknięty w piwnicy. |                           |                               |              |                                                                                      |                                                          |                                                     |         |
| 18 | Mirror/rorriM             | Lustro/ortsul                 | Laurie Lynd  | Mike Kiss                                                                            | 10 sierpnia 2012                                         | 10 listopada 2012                                   | 206     |
| W szkole zostaje wystawiona sztuka „Tęczowa Fabryka”. Erica gra dublerkę Candy Clovers, która gra główną rolę. Candy łamie obie nogi. Ericę opętuje duch zwierciadła. Gdy niszczą zwierciadło, Ericę przejmuje duch. Ethan wciąga ducha w lustro i Erica jest uratowana. Tymczasem Rory maluje ludziom twarze, pod pseudonimem „Żartek”. Stara się ujawnić. |                           |                               |              |                                                                                      |                                                          |                                                     |         |
| 19 | Village of the Darned     | Wioska przeklętych            | Kelly Harms  | Laurie Elliot                                                                        | 24 sierpnia 2012                                         | 17 listopada 2012                                   | 207     |
| 20 | Hottie Ho-Tep             | Romantyczny Ho-Tep            | Tibor Takacs | Miles Smith                                                                          | 7 września 2012                                          | 24 listopada 2012                                   | 208     |
| 21 | Independence Daze         | Cień niepodległości           | Tibor Takacs | Simon Racioppa & Richard Elliott                                                     | 14 września 2012                                         | 15 grudnia 2012                                     | 211     |
| 22 | Siren Song                | Śpiew syreny                  | Tibor Takacs | Alice Prodanou & Mike Kiss                                                           | 16 września 2012                                         | 1 grudnia 2012                                      | 209     |
| Serena, dziewczyna ze szkoły, zaczyna wywoływać wśród ludzi agresję. Benny początkowo myśli, że Serena jest rusałką, ale gdy oblewa ją wodą wraz z Ethanem, ten ma wizję, w której widzi Serenę-potwora, który uszkadza mu słuch. Ethan, Benny i Rory zakładają zespół „Muzo-tronics”, i Serena się wścieka, atakuje ich swoim śpiewem, i opętana Erika atakuje chłopców, ale później atakuje Sarę. Odwrotność piosenki Sereny ją osłabia, a potem niszczy ją jej zazdrość. Pod koniec odcinka, Rory zapowiada się w radiu szkolnym. |                           |                               |              |                                                                                      |                                                          |                                                     |         |
| 23 | Jockenstein               | Sportowiec-robot              | Laurie Lynd  | Miles Smith                                                                          | 21 września 2012                                         | 3 listopada 2012                                    | 205     |
| 24 | Halloweird                | Przyjęcie Halloween’owe       | TW Peacocke  | Jeff Biederman                                                                       | 23 września 2012                                         | 8 grudnia 2012                                      | 210     |
| 25-26 | The Date to End All Dates | Randka wszystkich randek      | Farhad Mann  | Fabuła: Tim Burns (część 1) Teleplay: Jennifer Pertsch (część 1) Mike Kiss (część 2) | 28 września 2012 (część 1) 5 października 2012 (część 2) | 22 grudnia 2012 (część 1) 23 grudnia 2012 (część 2) | 212-213 |

## Film
Premiera filmu Moja niania jest wampirem odbyła się 9 października 2010 roku w Kanadzie na antenie Teletoon. Tydzień później pojawił się we Francji 16 października tego samego roku na francuskim Télétoon. W Stanach Zjednoczonych film pojawił 10 czerwca 2011 roku na amerykańskim Disney Channel, w Wielkiej Brytanii 3 października 2011 roku w brytyjskim Disney Channel. W Polsce premiera filmu odbyła się 8 października 2011 roku na Disney Channel. Trzy tygodnie później film pojawił się 29 października 2011 roku na kanale Disney XD.